# مگسان علیا
مَگَسان علیا یا محمدآباد روستایی است از توابع شهرستان بروجرد در استان لرستان. این روستا در دهستان بردسره در [[بخش اشترینان قرار دارد مردم روستای مگسان شهرت پیرزادی دارند واز تیره ی کولیوند هستند

## جمعیت
بنابر سرشماری مرکز آمار ایران، جمعیت مگسان بالا در سال ۱۳۸۵ برابر با ۲۰۷ نفر بوده‌است که از این میان ۱۱۲ نفر مرد و بقیه زن بوده‌اند. این روستا ۴۵ خانوار دارد.